# Chrysochlamys nicaraguensis
Chrysochlamys nicaraguensis är en tvåhjärtbladig växtart som först beskrevs av Oerst., och fick sitt nu gällande namn av William Botting Hemsley. Chrysochlamys nicaraguensis ingår i släktet Chrysochlamys och familjen Clusiaceae. Inga underarter finns listade i Catalogue of Life.

## Bildgalleri

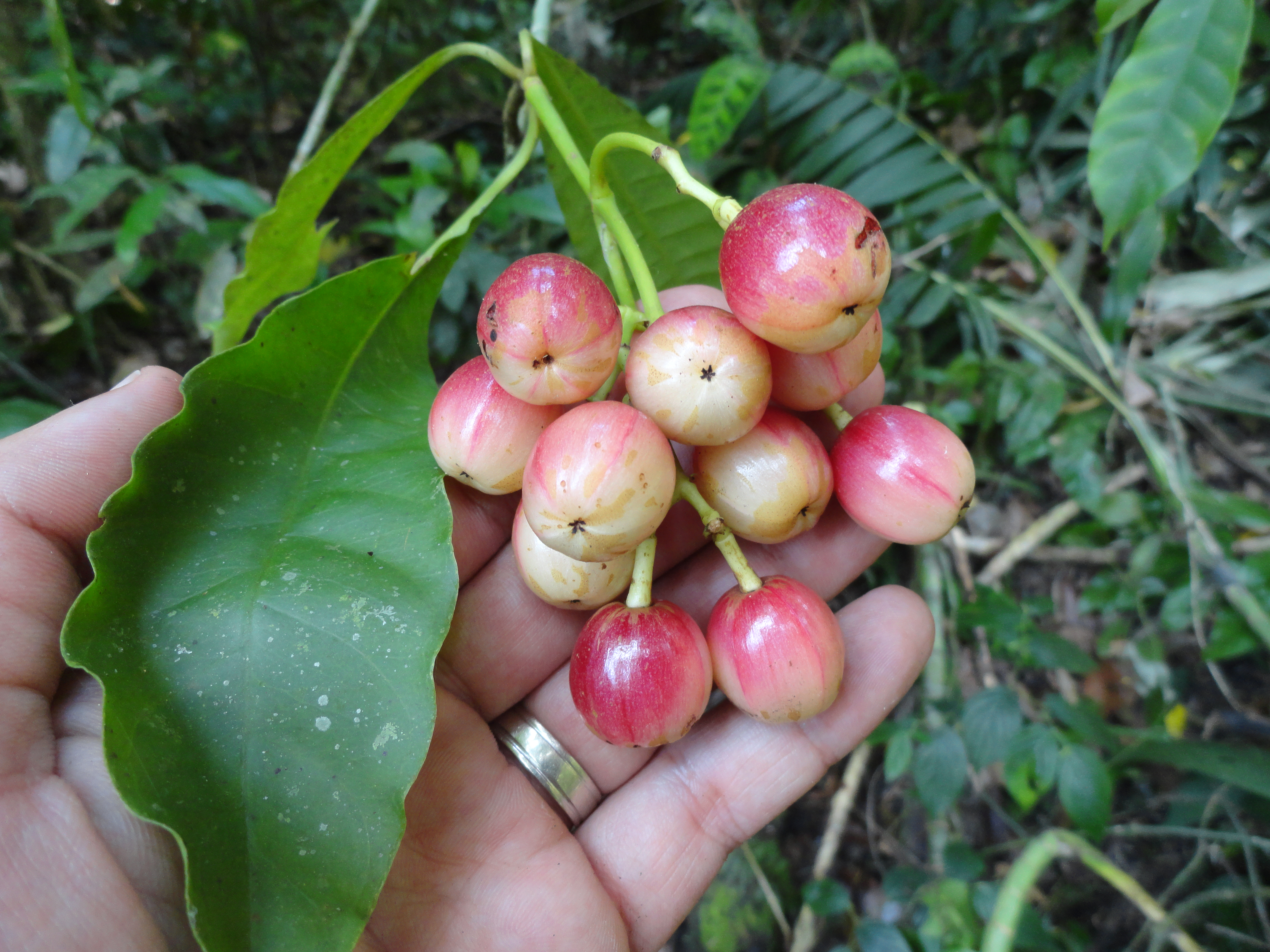
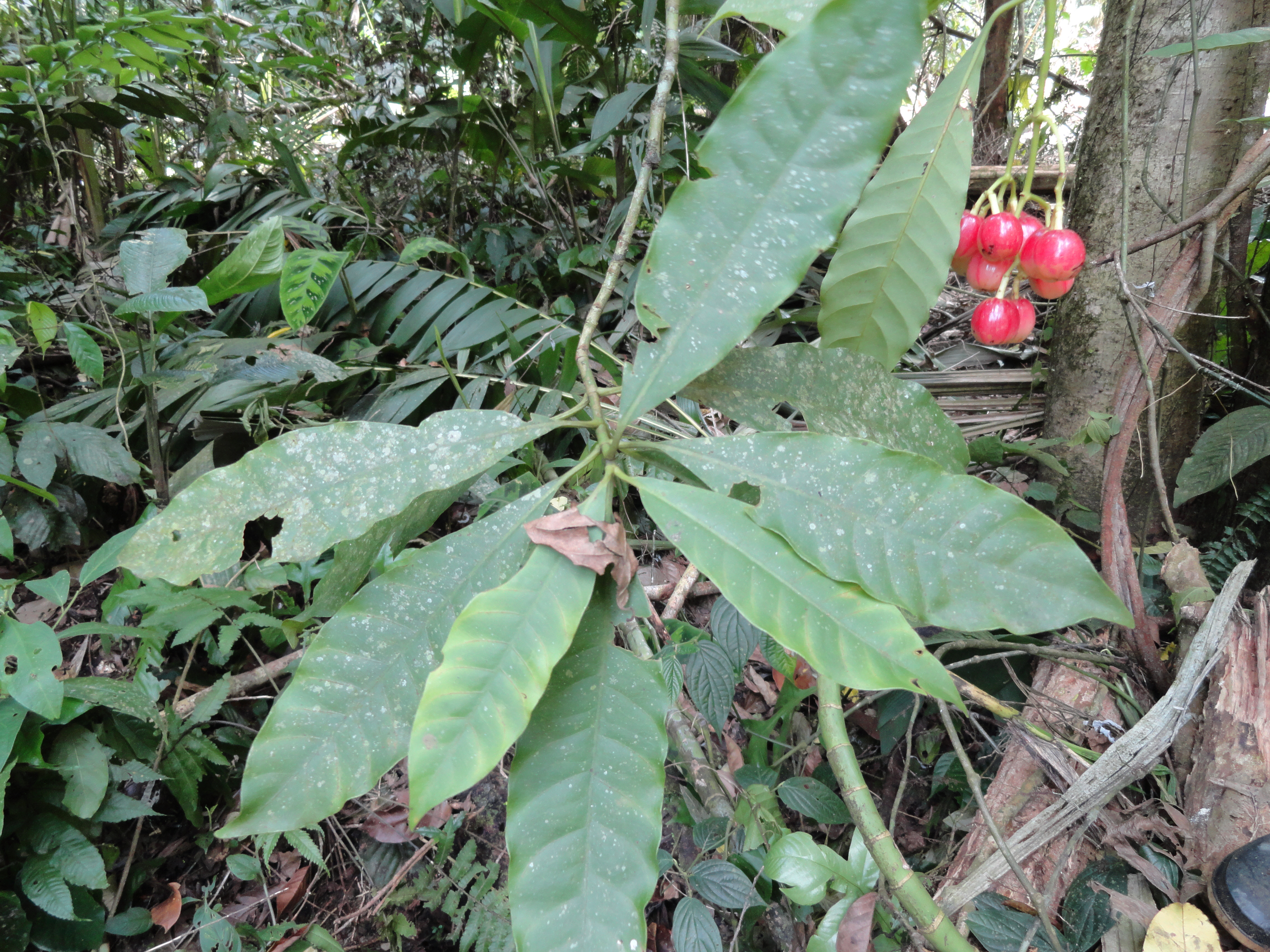